# Ясна Поляна (Генічеська міська громада)
Ясна Поля́на — село в Україні, у Генічеській міській громаді Генічеського району Херсонської області. Населення становить 152 осіб.

## Історія
Під час організованого радянською владою Голодомору 1932—1933 років померло щонайменше 5 жителів села.
12 червня 2020 року, відповідно до розпорядження Кабінету Міністрів України № 713-р «Про визначення адміністративних центрів та затвердження територій територіальних громад Запорізької області», увійшло до складу Новотроїцької селищної громади.
17 липня 2020 року, в результаті адміністративно-територіальної реформи та ліквідації Новотроїцького району, село увійшло до складу Генічеського району.
24 лютого 2022 року село тимчасово окуповане російськими військами під час російсько-української війни.

## Населення
Згідно з переписом УРСР 1989 року чисельність наявного населення села становила 149 осіб, з яких 64 чоловіки та 85 жінок.
За переписом населення України 2001 року в селі мешкали 152 особи.

### Мова
Розподіл населення за рідною мовою за даними перепису 2001 року:
| Мова       | Відсоток |
| ---------- | -------- |
| українська | 84,21 %  |
| російська  | 12,50 %  |
| інші       | 3,29 %   |

## Постаті
- Гамаюнова Валентина Василівна (* 1954) — вчений-аграрій, доктор сільськогосподарських наук, професор.